# Joel Ballin

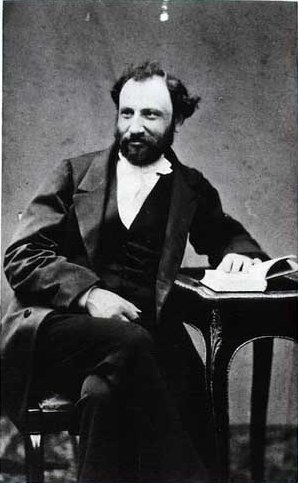
Joel Ballin.

Joel Ballin, född 22 mars 1822, död 21 mars 1885, var en dansk kopparstickare.
Ballin studerade först till målare, blev sedan grafiker, och vistades 1846-48 i Leipzig och sedan i Paris, där han slog igenom och samarbetade med förläggaren Goupil. 1870-83 verkade han framgångsrikt i London, särskilt genom stick efter porträtt och modern engelsk konst. De sista åren tillbringade han i Danmark, där han nu främst stack efter historiska kompositioner, bland annat av Carl Bloch och Wilhelm Marstrand, samt inrättade en kopparsticksskola.